# Rudolf Müller (Politiker, 1932)

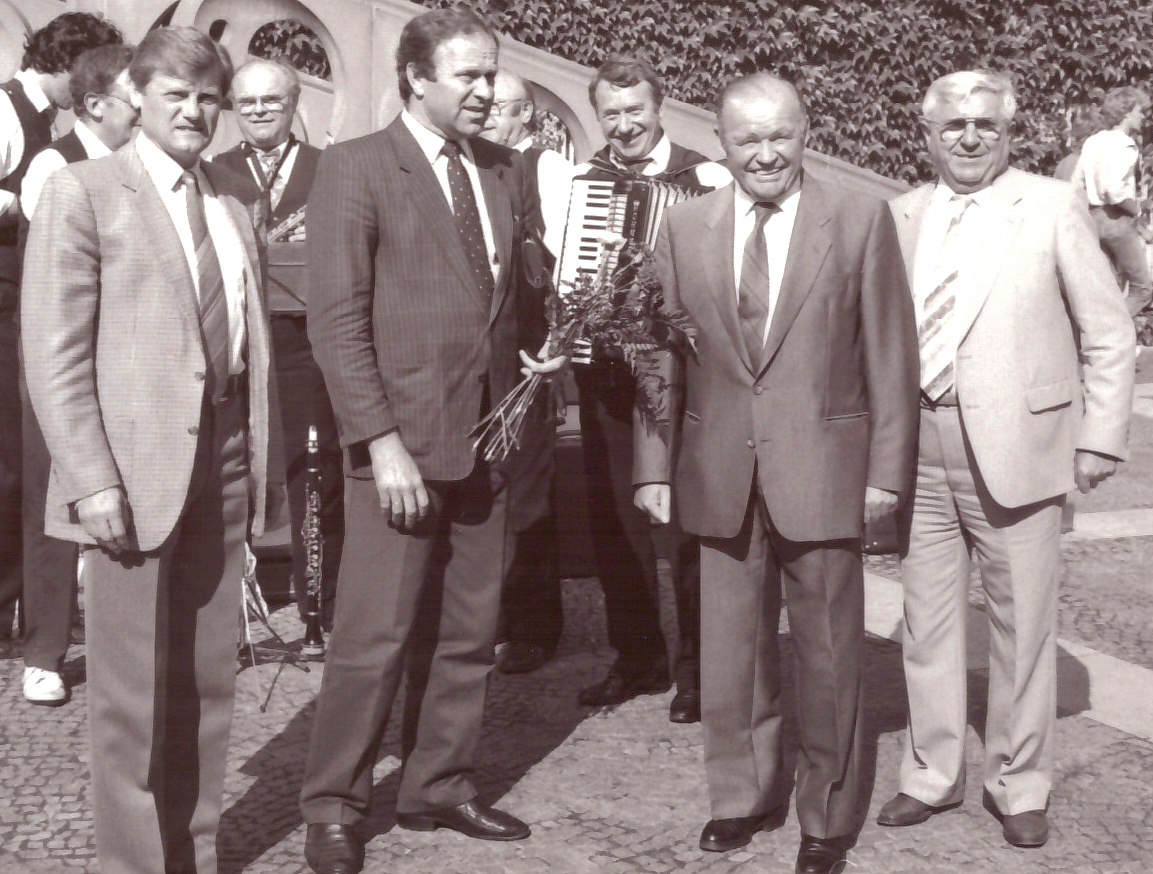
Rudolf Müller bei einer Kundgebung gegen die Nutzung der Kernenergie in Schweinfurt Mitte der 1980er Jahre: (v. l.) Rudolf Müller, Hans Schuierer, Werner Hollwich, Herbert Müller

Rudolf Müller (* 26. November 1932 in Thomigsdorf) ist ein deutscher Politiker (SPD)
Müller studierte für das höhere Lehramt, machte 1957 sein erstes und 1959 sein zweites Staatsexamen. Es folgte ab 1960 eine Lehrtätigkeit, 1972 wurde er Schulleiter am Wirtschaftswissenschaftlichen Gymnasium in Schweinfurt.
1963 wurde Müller Mitglied der SPD. Von 1968 bis 1972 war er Mitglied des Stadtrats in Schweinfurt, außerdem gehörte er der ÖTV und der Arbeiterwohlfahrt an. Von 1972 bis 1994 war er Mitglied des Deutschen Bundestages. Dort saß er im Ausschuss für Ernährung, Landwirtschaft und Forsten, in welchem er von 1987 bis 1990 Vorsitzender war, sowie im Ausschuss für das Post- und Fernmeldewesen.